# 芥川文雄
芥川 文雄（あくたがわ ふみお、? - ）は、日本のテニス選手。

## 経歴
関西学院大学在学中の1961年の全日本学生テニス選手権大会に出場、準決勝で同じ関西学院大学の本井満を破っているが、決勝は立教大学の小西一三に敗れている。1961年にブルガリアのソフィアで開催されたユニバーシアードへ本井満とペアを組んで男子ダブルスに出場しユーゴスラビアのペアに次ぐ銀メダルを獲得した。